# Антоній Манастирський
Антоній Юзеф Манастирський (Монастирський) (пол. Antoni Józef Manastyrski (Monastyrski); 14 червня 1803, Станиславів, нині Івано-Франківськ — 17 грудня 1869, Рим) — польський церковний діяч, ректор Львівського університету (1845—1846), римо-католицький Перемишльський єпископ (1863—1869), посол-віриліст до Галицького крайового сейму.

## Життєпис
Навчався в Станиславові, Львові й Відні. Після рукопокладення на священника у Відні (27 серпня 1827) виконував обов'язки нотаря курії, префекта і духівника Львівської семінарії. У 1838 році отримав титул каноніка, а протягом навчального року 1845—1846 був ректором Львівського університету. 1848 року був членом польської Центральної національної ради. Парох львівської римо-католицької катедри (1850) і вікарій капітули Львівської архидієцезії. 25 лютого 1863 року отримав призначення на Перемишльську єпископську катедру, потверджений 28 вересня того ж року. Єпископська хіротонія відбулася 8 листопада 1863 року, а 8 грудня прийняв керівництво Перемишльською дієцезією. Старався про духовне відродження своєї дієцезії, піднесення морального рівня духовенства, розвиток харитативної діяльності та церковних братств. Асистент папського трону (1867) та учасник Першого Ватиканського собору.
22 листопада 1863 року отримав звання почесного громадянина Львова.
Помер 17 грудня 1869 року в Римі під час Першого Ватиканського собору. Похований в Римі в Папській базиліці Санта-Марія-сопра-Мінерва.